# Thecla amplus
Thecla amplus är en fjärilsart som beskrevs av Druce 1907. Thecla amplus ingår i släktet Thecla och familjen juvelvingar. Inga underarter finns listade i Catalogue of Life.